# Leve de Zoo!
Leve de Zoo! is een televisiereeks van en met reportagemaker Arnout Hauben. Het programma werd gemaakt door productiehuis De chinezen en in 2018 uitgezonden op de Vlaamse zender Eén (VRT).
In 2018 vierde de Antwerpse Zoo zijn 175ste verjaardag, wat Arnout Hauben inspireerde om op ontdekkingsreis te gaan in de dierentuin, die hij als kind zelf graag bezocht. Hij verkent het rijke verleden van de zoo en verblijft een zomer tussen de dieren. Arnout leeft mee met de verzorgers, praat met bezoekers en onderzoekers, en vertelt verrassende verhalen over mens en dier. De geschiedenis van de dierentuin wordt tot leven gewekt aan de hand van foto- en filmarchief, kranten en naslagwerken. Daarnaast komt in het programma ook de moderne zoo aan bod, die een belangrijke rol speelt bij wetenschappelijk onderzoek en natuurbeheer in binnen- en buitenland.  

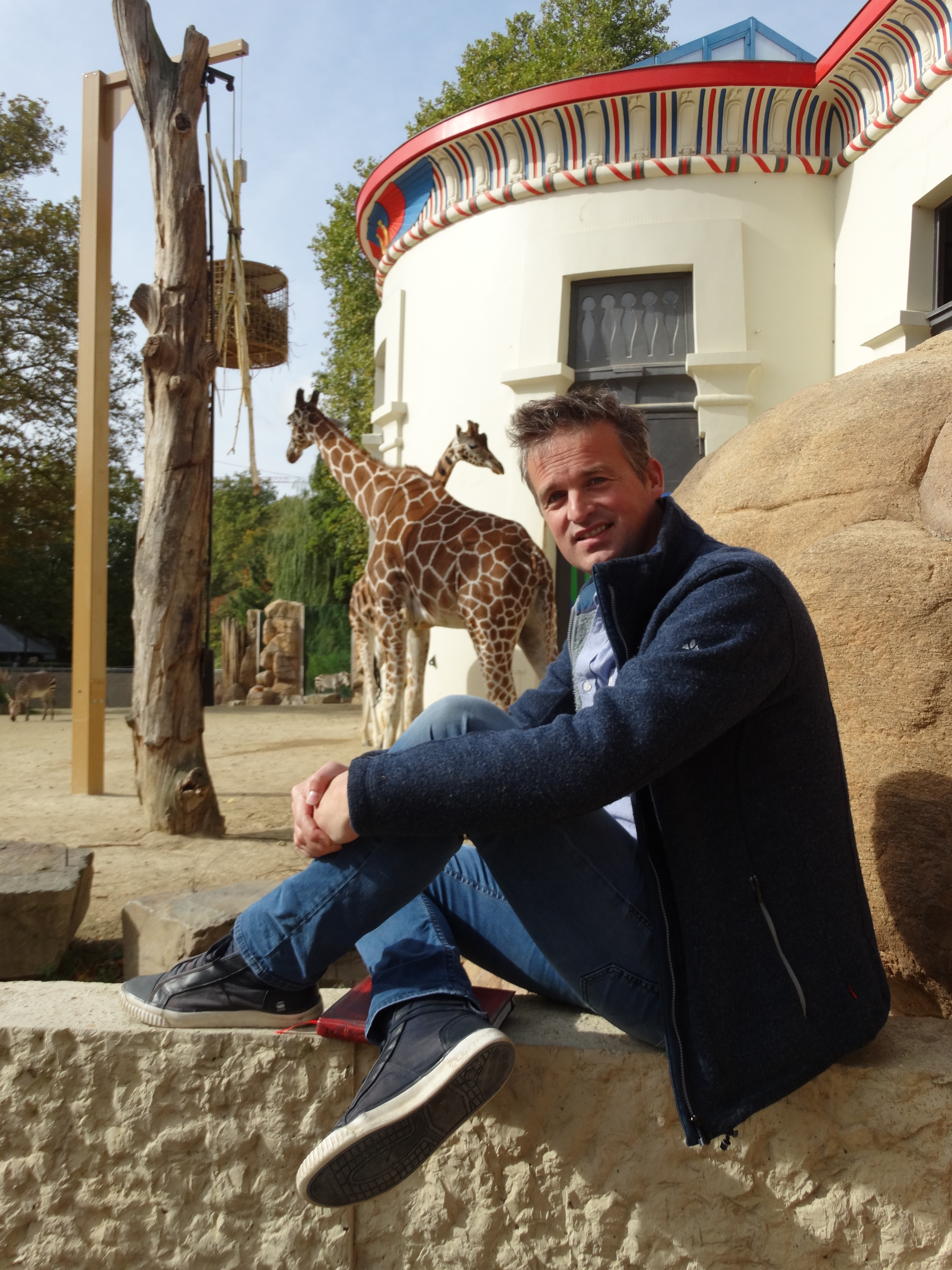
Arnout Hauben in de Antwerpse Zoo

In zes afleveringen wordt geschetst hoe de Antwerpse Zoo in 175 jaar veranderde van een privéclub voor de Antwerpse bourgeoisie tot een breed toegankelijke familie- en ontmoetingsplaats. Elke aflevering gaat over een historische figuur die belangrijk was voor de geschiedenis van de dierentuin. Hij of zij vormt de historische rode draad door de aflevering en staat symbool voor een bepaalde periode in de geschiedenis van de Zoo.

## Afleveringen
| Aflevering | Historische sleutelfiguur | Kijkcijfers |
| ---------- | --- | ----------- |
| Afl. 1     | Jacques Kets wordt in 1843 de eerste directeur van de Zoo. Hij opent een museum met opgezette dieren, maar haalt ook al snel levende exotische dieren naar Antwerpen. | 657.763     |
| Afl. 2     | Jacques Vekemans, de tweede directeur, is dierenhandelaar en maakt van de zoo een succesverhaal. Hij zorgt voor vele nieuwe dieren, zoals twee olifanten uit de Brusselse zoo. Die brengt hij zelf te voet over van Brussel naar Antwerpen.                                     | 738.422     |
| Afl. 3     | De jonge kunstenaar Rembrandt Bugatti werkt aan het begin van de 20ste eeuw zeven jaar in de Zoo, tot de Eerste Wereldoorlog uitbreekt. Het is het begin van een van de zwartste pagina's uit de geschiedenis van de dierentuin, tot groot verdriet van Bugatti.                | 682.365     |
| Afl. 4     | Veel dieren overleven de Eerste Wereldoorlog niet. Maar dankzij broeder Jozef Hutsebaut kan de Zoo haar collectie snel weer aanvullen. Vanuit zijn missiepost in Congo stuurt hij allerlei zeldzame dieren richting Antwerpen.                                                  | 644.211     |
| Afl. 5     | De Nederlandse zoöloge dr. Agatha Gijzen komt na de Tweede Wereldoorlog als dierenarts in de Antwerpse Zoo werken. Ze is de eerste vrouwelijke leidinggevende en ze zet zich in voor betere dierenzorg.                                                                         | 655.518     |
| Afl. 6     | Kai Mook is het eerste olifantje dat ooit in een Belgische dierentuin geboren werd. Nu is het dier zelf hoogzwanger. Ze is trouwens niet alleen. Er staan maar liefst drie olifantenbevallingen op de agenda. Dat maakt het jubileumjaar van de Antwerpse Zoo extra feestelijk. | 728.987     |